# Barleria cinerea
Barleria cinerea är en akantusväxtart som beskrevs av Champl.. Barleria cinerea ingår i släktet Barleria och familjen akantusväxter. Inga underarter finns listade i Catalogue of Life.